# Afeganistão nos Jogos Olímpicos de Verão de 2004
O Afeganistão competiu nos Jogos Olímpicos de Verão de 2004, em Atenas, na Grécia.

## Desempenho[1]

### Atletismo
| Atleta          | Evento          | 1ª fase | 1ª fase | 2ª fase     | 2ª fase     | Semifinal   | Semifinal   | Final       | Final       |
| Atleta          | Evento          | Res.    | Pos.    | Res.        | Pos.        | Res.        | Pos.        | Res.        | Pos.        |
| --------------- | --------------- | ------- | ------- | ----------- | ----------- | ----------- | ----------- | ----------- | ----------- |
| Massoud Azizi   | 100 m masculino | 11s66   | 79º     | Não avançou | Não avançou | Não avançou | Não avançou | Não avançou | Não avançou |
| Robina Muqimyar | 100 m feminino  | 14s14   | 85º NR  | Não avançou | Não avançou | Não avançou | Não avançou | Não avançou | Não avançou |

### Boxe
| Atleta            | Evento          | Rodada de 32           | Oitavas-de-final       | Quartas-de-final       | Semifinal              | Final                  | Pos.        |             |
| Atleta            | Evento          | Adversário e resultado | Adversário e resultado | Adversário e resultado | Adversário e resultado | Adversário e resultado | Pos.        |             |
| ----------------- | --------------- | ---------------------- | ---------------------- | ---------------------- | ---------------------- | ---------------------- | ----------- | ----------- |
| Basharmal Sultani | Peso meio-médio | EGY Hikal D 40-12      | Não avançou            | Não avançou            | Não avançou            | Não avançou            | Não avançou | Não avançou |

### Judô
Feminino
| Atleta        | Evento | Fase de 32              | Fase de 16             | Quartas                | Semifinais             | Repescagem             | Repescagem             | Repescagem             | Final                  | Final       |
| Atleta        | Evento | Fase de 32              | Fase de 16             | Quartas                | Semifinais             | 1ª fase                | Quartas                | Semifinais             | Final                  | Final       |
| Atleta        | Evento | Adversário e resultado  | Adversário e resultado | Adversário e resultado | Adversário e resultado | Adversário e resultado | Adversário e resultado | Adversário e resultado | Adversário e resultado | Pos.        |
| ------------- | ------ | ----------------------- | ---------------------- | ---------------------- | ---------------------- | ---------------------- | ---------------------- | ---------------------- | ---------------------- | ----------- |
| Friba Razayee | −70 kg | HUN E. Csernoviczki L-W | Não avançou            | Não avançou            | Não avançou            | Não avançou            | Não avançou            | Não avançou            | Não avançou            | Não avançou |

### Lutas
Livre masculino
| Atleta               | Fase de Grupos                             | Fase de Grupos | Quartas de final | Semifinal   | Final       | Pos. |
| Atleta               | Adversário e resultado                     | Pos.           |                  |             |             | Pos. |
| -------------------- | ------------------------------------------ | -------------- | ---------------- | ----------- | ----------- | ---- |
| Bashir Ahmad Rahmati | UZB D. Mansurov D 0-4 RUS M. Batirov D 0-4 | 3º (Grupo 6)   | Não avançou      | Não avançou | Não avançou | 22º  |